# جيمس بيكولي
جيمس بيكولي (بالإنجليزية: James Piccoli)‏ (و. 1991  م) هو راكب دراجة هوائية كندي، ولد في مونتريال.

## سجل الفوز

### سباقات أو مراحل فاز بها
| التاريخ        | السباق                     | المركز                                          |
| -------------- | -------------------------- | ----------------------------------------------- |
| 06 أغسطس 2017  | طواف يوتا 2017             | العاشر في التصنيف العام                         |
| 04 سبتمبر 2017 | طواف ألبرتا 2017           | التاسع في التصنيف العام                         |
| 17 يونيو 2018  | تور دي بوس 2018            | الفائز في التصنيف العام                         |
| 19 أغسطس 2018  | كولورادو كلاسيك 2018       | السابع في التصنيف العام                         |
| 21 مارس 2019   | طواف تايوان 2019           | العاشر في تصنيف النقاط، الثاني في التصنيف العام |
| 07 أبريل 2019  | 2019 Joe Martin Stage Race | الثاني في التصنيف العام، الثاني في تصنيف الجبال |
| 05 مايو 2019   | طواف غيلا 2019             | الفائز في التصنيف العام                         |
| 23 يونيو 2019  | تور دي بوس 2019            |                                                 |
| 18 أغسطس 2019  | طواف يوتا 2019             | الثاني في التصنيف العام، الخامس في تصنيف الجبال |
| 02 سبتمبر 2020 | طواف المجر 2020            | العاشر في التصنيف العام                         |
| 01 يناير 2021  | طواف أندلوسيا 2021         | الثامن في التصنيف العام                         |

## روابط خارجية
- جيمس بيكولي على موقع الاتحاد الدولي للدراجات (الإنجليزية)
- جيمس بيكولي على موقع أرشيف الدراجات (الإنجليزية)
- جيمس بيكولي على موقع إحصائيات الدراجات الإحترافية (الإنجليزية)
- جيمس بيكولي على موقع نسبة الدراجات (الإنجليزية)
- جيمس بيكولي على موقع CycleBase (الإنجليزية)